# Прагматическая санкция (1713)

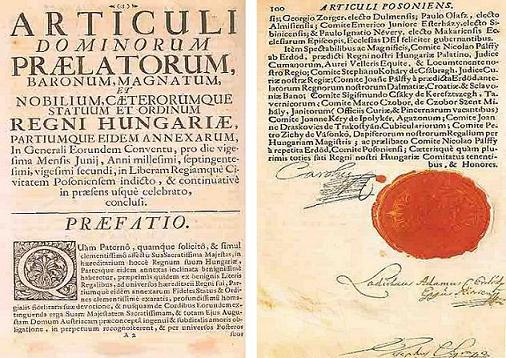
Прагматическая санкция 1713 года

Прагматическая санкция (лат. Sanctio Pragmatica, нем. Pragmatische Sanktion) — закон о престолонаследии, принятый императором Священной Римской империи Карлом VI 19 апреля 1713 года.

## Содержание
Санкция была принята ввиду возможного отсутствия и у императора и у его умершего старшего брата наследников-сыновей. Согласно этому закону устанавливался порядок, по которому наследственные земли Габсбургов в случае отсутствия у императора сыновей переходили к его дочерям, если они появятся на свет (в случае прекращения их потомства — к дочерям его уже умершего старшего брата императора Иосифа I и их мужскому и женскому потомству по праву первородства). Санкция также гарантировала нераздельность наследственных земель Габсбургов.
Санкция перечислила земли Габсбургов, которые делились на три группы краев: немецкие (Австрия, Крайна, Штирия, Триест), славянские (Богемия, Моравия, Галичина, Буковина), венгерские (Венгрия, Закарпатье, Хорватия)

## История
Пока Карл оставался бездетным, наследницей престола была старшая дочь Иосифа I — Мария Йозефа, за ней — её младшая сестра Мария Амалия. После того как обе дочери были выданы замуж и отказались от претензий на земли дяди, право наследования престола перешло к старшей дочери Карла — Марии-Терезии, родившейся в 1717 г.
В 1720—1724 годах Прагматическая санкция была признана сословиями Империи. Текст санкции был опубликован 6 декабря 1724 года. Санкция сначала была признана почти всеми ведущими странами Европы, в частности:
- Испанией по Венскому договору 1725 года
- Россией по Венскому договору 1726 года
- Бранденбургом (1727)
- Голландией и Англией (1731)
- Данией и Ганновером (1732)
- Саксонией и Францией (1735)

Санкция не была признана Баварией, наследник престола которой — Карл Альбрехт — был женат на Марии Амалии.
Однако после смерти Карла VI в 1740 году права Марии-Терезии на престол были оспорены, что привело к Войне за Австрийское наследство 1740—1748 годов. Война закончилась Ахенским миром 1748 года, который гарантировал Марии-Терезии наследование владений отца (за исключением отошедшей к Пруссии Силезии). Право на престол императоров Священной Римской империи было окончательно закреплено за её мужем Францем I. Прагматическая санкция вошла в состав основных законов австрийской монархии.